# Scandalo segreto
Scandalo segreto è un film del 1990 scritto, diretto e interpretato da Monica Vitti, qui alla sua ultima apparizione cinematografica.

## Trama
Margherita, donna di mezza età e madre di un figlio già grande che vive per conto suo, riceve in dono una telecamera da Tony, aspirante regista suo amico. Decide di usarla per filmarsi quotidianamente. Un giorno essa riprende casualmente un appuntamento del marito con una vecchia amica. Affronta allora la rivale, che reagisce con estrema flemma rivelandole tra l'altro che la relazione extraconiugale dura da dieci anni. Il marito se ne va e Margherita si isola in casa, manifestando col tempo segni di squilibrio sempre più evidenti, che sfociano drammaticamente in un tentativo di suicidio tramite overdose di farmaci, sventato da Tony. Questi le confessa di aver sfruttato la vicenda della donna registrando tutti i suoi movimenti, compresa l'overdose, con l'ausilio di una troupe che la pedinava, allo scopo di trarne materiale per una sceneggiatura cinematografica. In preda al disgusto, Margherita prende la telecamera e la scaraventa dalla finestra.